# Anisoura nicobarica
Anisoura nicobarica is een rechtvleugelig insect uit de familie Anostostomatidae. De wetenschappelijke naam van deze soort is voor het eerst geldig gepubliceerd in 1932 door Ander.